# Longitarsus finitimus
Longitarsus finitimus es una especie de insecto coleóptero de la familia Chrysomelidae. Fue descrita científicamente en 1992 por Konstantinov.